# 1872-es elnöki választások a Transvaal Köztársaságban
A Transvaal Köztársaságban 1872-ben tartottak elnökválasztást, méghozzá a búr állam fennállásának történetében először. Bár a forrás nem mondja ki, a választások minden bizonnyal az ország fővárosában, Pretoriában tartották. A választásokon mindössze két ember indult, a transvaali Thomas François Burgers és a brit származású William Robinson, akit mellesleg Paul Kruger későbbi búr államelnök is támogatott. A választások 1872 nyarán zajlottak le, és Burgers fölényes győzelmével értek véget. Robinson támogatói mindössze 388-an voltak, s ez csupán a szavazatok 11,6%-a volt.

## Eredmények
| Indulók                 | Szavazatok száma | Százalék |
| ----------------------- | ---------------- | -------- |
| Thomas François Burgers | 2964             | 88,4     |
| William Robinson        | 388              | 11,6     |

## Burgers elnöksége
1872. július 1-jén a Transvaal Köztársaság elnökének választották, és még aznap felesküdött a kormányra. 1875-ben Burgers a Transvaal köztársaság felelős ügyvezető elnökeként Európába utazott, hogy az országon belüli vasútvonalak meghosszabbításáról tárgyaljon. A Burgers 1875 decemberében szerződést kötött, amely a vasút építéséről szólt. Londonban gyűjtötte rá össze a pénzt, majd hazautazott. A vasútépítés néhány hónapon belül megkezdődött.
1876 júniusában hadat üzent Sikukuni (Secocoeni) bennszülött vezérnek, Kelet-Transvaalba. A hadjárat sikertelen volt, ráadásul a vasútépítés sem ment zökkenőmentesen a zulu támadások miatt, és az állami kassza kezdett kiürülni. Az angol annexióba beleegyezett, mert tudta hogy az ország még túl gyenge ahhoz hogy független legyen, ezért elfogadta a nyugdíját a brit kormánytól és elhagyta Transvaalt.

## Lásd még
- Elnökválasztások a Transvaal Köztársaságban
- Búrok

## Fordítás
- Ez a szócikk részben vagy egészben  a   Transvaal presidential election, 1872 című angol Wikipédia-szócikk fordításán alapul.  Az eredeti cikk szerkesztőit annak laptörténete sorolja fel. Ez a jelzés csupán a megfogalmazás eredetét és a szerzői jogokat jelzi, nem szolgál a cikkben szereplő információk forrásmegjelöléseként.